# Deltochilum parile
Deltochilum parile är en skalbaggsart som beskrevs av Bates 1887. Deltochilum parile ingår i släktet Deltochilum och familjen bladhorningar. Inga underarter finns listade i Catalogue of Life.